# トヨタ・メガクルーザー
メガクルーザー（MEGA CRUISER）は、トヨタ自動車が生産していた多目的自動車である。陸上自衛隊向け高機動車の民生用として1996年（平成8年）1月に登場した。海上自衛隊は高機動車ではなく本車を採用しており、航空自衛隊も基地防空用地対空誘導弾の発射装置や航空支援隊など一部では高機動車を採用しつつ、同時に本車を採用している。

## 概要

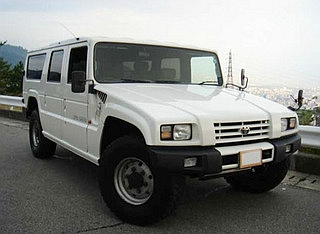
民生用

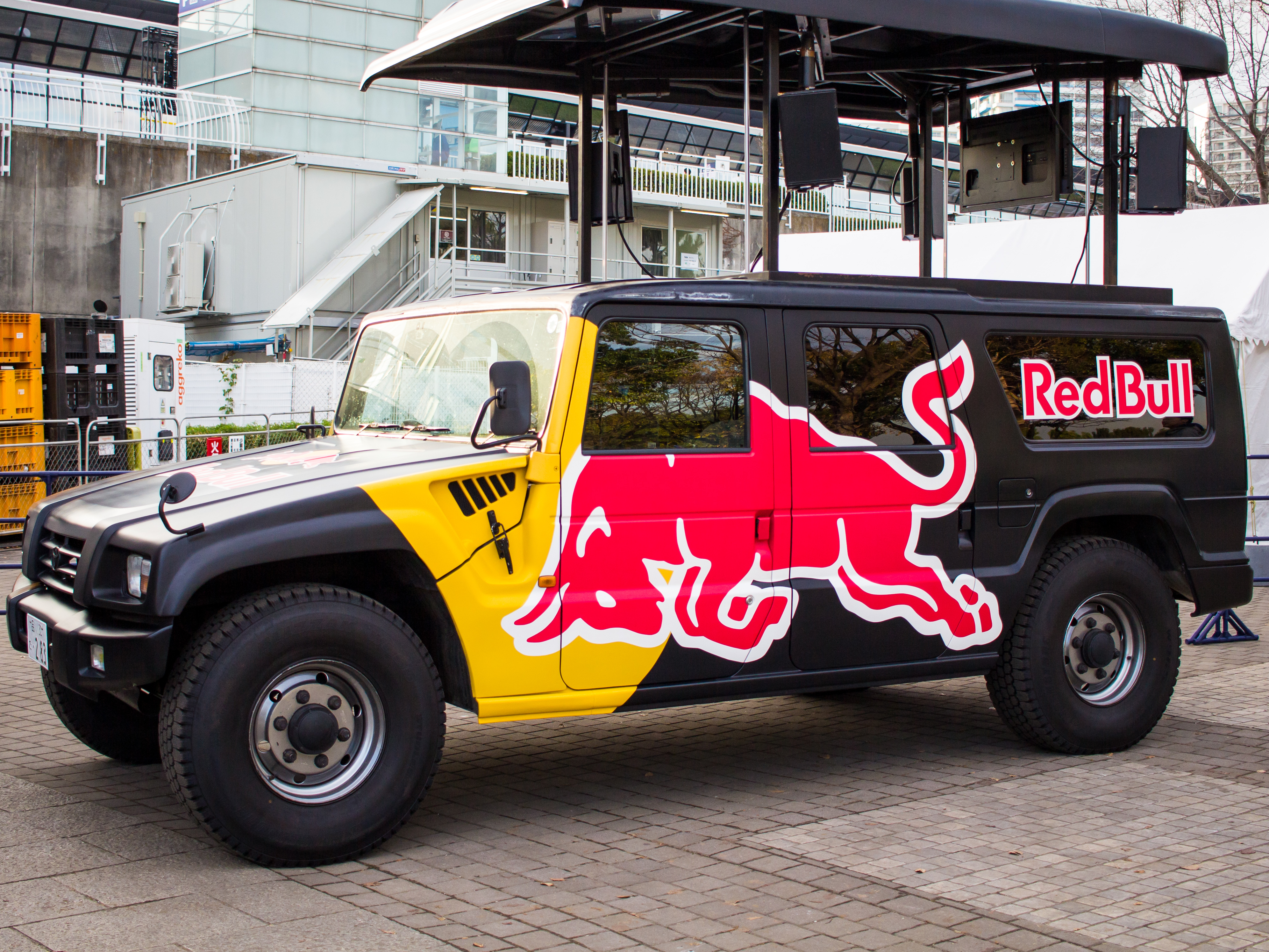
レッドブル塗装車

登場時にはその大きさや外観から「和製ハマー」とも呼ばれた。
2,170 mmという車幅の数値は逆輸入ではない日本車（商用車を除く）としては最大である。
また、車両重量は2,850 kgであり、貨物車登録仕様（最大積載量600 kgで6人乗り）の車両総重量に至っては3,780 kg、オプション装備の装着によってはそれ以上となるため、準中型自動車（5 t未満）に分類されており、2017年（平成29年）3月12日以降に普通自動車免許を取得した場合、運転できない。
エアコン、オーディオ取り付け用2DIN スペースなど、ある程度の快適装備は有しているが、高価格にもかかわらずタコメーターすらないインストルメントパネルや、4速ATしか用意されないなど、開発の主眼が災害時の救援や人命救助などの任務を迅速に遂行する点に置かれており、いわゆる一般消費者向けのSUV的な自動車ではない。最終組み立ては岐阜県各務原市の岐阜車体工業で行われた。その関連もあってか、日本で唯一、岐阜県警察警備部機動隊に「災害用高性能機動力車両」の名で警察車両として導入されている。
本車はバン型の貨物自動車として生産されており、通常1ナンバー車であるが、何らかの架装をしての納車が多いと見込まれたため型式指定は取得しておらず、新車登録時には運輸支局または自動車検査登録事務所への持ち込み登録車となっていた。
リアに油圧作動の逆相（小回り）4WSを装備しており、最小回転半径は同社の3代目ヴィッツの「1.5 RS」、および「GRMN」と同じ5.6 mであるが、リアオーバーハングの形状と長さから、外側への振り出し量は大きい。後輪用ステアリングはセンタリングスプリングによるフェイルセーフ機構を持ち、アイドリング中のPレンジ時やパーキングブレーキの作動中、油圧系統の異常時やエンジン停止時には中立を保つ。
定員は6名（前席2名、後席1列4名）となっている。RAV4（SXA10系）のものを流用した着脱式のサンルーフも選べるが、これも「作業用ハッチ」の意味合いが強い。このサンルーフに合わせるため、ルーフ前部は不自然に膨らんでいる。
十分な最低地上高を確保するためサイドシルも高くなっており、乗降にはアシストグリップを要する。バックドアは右ヒンジの横開き式で、下部には高機動車と同じ格納式の乗降ステップが装着されている。運転席と助手席の間にはクーラーユニットが付いており、車内での行き来は出来ない。後部ヒータースイッチは助手席側に付いており、運転席からの操作はできない。
フレーム下やサスペンションアームの処理が非常に良く、ハブリダクションドライブを採用しているため、最低地上高の420 mmは実用数値である。この寸法を確保するため、通常はフレーム下方に露出する変速機/副変速機、トランスファー、プロペラシャフト、デフを、すべて出来る限り上方に装架しており、運転席と助手席の間は広大なフロアトンネルとなっている（ハマーH1も同様）。ハブリダクションによってホイール内にブレーキを装備できないためインボード式ディスクブレーキを採用している。強いブレーキングの際、リダクションギアのバックラッシュとサスペンションブッシュのたわみで船のようなピッチングが起こる。トルク感応型LSD（トルセンデフ）のほかにマニュアル・デフロックを持ち、さらに後輪のみではあるが、オプションでタイヤ空気圧調節機能まで備えるため、「このクルマでスタックするようなら、後はクローラ（履帯）付きの車両を使う以外に走行手段はない」とまで言われる。
走破性重視のため、タイヤ空気圧はフルタイム4WDにもかかわらず前1.4 kgf/cm2（140 kPa）、後2.4 kgf/cm2（240 kPa）と異なる。
ハブリダクションギアでも減速されるため、通常のSUVとは比べものにならないほどの減速比を得ており、急な上り勾配でもトルクコンバータのクリープで登坂できる。
高機動車と異なりランフラットタイヤ（タイヤ自体はマッドテレーンのブリヂストン・マッドデューラーで同じだが、高機動車はタイヤ内に鉄輪の中子が入っている）ではないため、スペアタイヤを装備するが、タイヤを動かす際には標準装備のウインチを使用する。地上高の高さもあいまってスペアタイヤキャリアの位置が非常に高いため、背面キャリアでありながら、トラックのフレーム下キャリアと同様なタイヤ引き上げ用のチェーンブロックが装備されている。ボンネットは一般的な積層FRPで、高機動車の真空成型品に比べ、ややグレードが落ちる。サスペンションは高機動車と同様、縦置きトーションバースプリングとダブルウィッシュボーンによる4輪独立懸架となっている。トーションバーが長く車重もあるため、乗り心地は良い。
発売当初は興味本位の一般ユーザーの購入や企業の広告塔として利用された例も見られたが、後にJAFや消防、地方公共団体などが主なユーザーとなった。
価格は962万円（エンジンが変更された1999年〈平成11年〉以降は980万円）で、諸費用を含めると1,010万円（オプション別）となり、トラックやバスを除く日本車の中では、同社のセンチュリー（GZG50型・1997年〈平成9年〉4月発売で925 - 987万円）や、ホンダ・NSX（NA1型・1995年〈平成7年〉3月改良で830.7 - 995.7万円）とほぼ同等の最高価格帯クラスに位置していた。車体色は標準では白と紺の2色が用意されており、室内はビニールのセミトリムとされ、色はグレーであった。2001年（平成13年）8月で生産は終了となった。一時期、ホイールベースを変更して、スーパーダイナやコースター4WDにもこの高機動シャシが使われていた。
メガクルーザーの生産は2001年（平成13年）8月に終了し、12月に販売を終了した。販売期間中の新車登録台数の累計は133台で、その中にはカタログにはないハイルーフ仕様も含まれている。